# Bivacco Giancarlo Biasin
Il bivacco Giancarlo Biasin è un bivacco situato nel comune di Taibon Agordino (Provincia di Belluno), più precisamente nei pressi della Forcella dello Spizzon sul Monte Agner, nelle Dolomiti, a 2.650 m s.l.m..

## Storia
Il bivacco è stato posizionato nel 1965 dalla sezione agordina del CAI. La struttura è intitolata a Giancarlo Biasin, un alpinista di Verona morto nel 1964 mentre scendeva dal Sentiero dei Cacciatori del Sass Maór.

## Caratteristiche
Il bivacco è costituito da una struttura metallica della tipologia Fondazione Berti. L'accesso è garantito durante tutto l'anno e al suo interno ci sono 9 posti letto. È situato poco sopra la Forcella dello Spizzon, tra il Monte Agner e i Lastèi, sul tracciato della via normale al Monte.

## Accessi
- Con la via normale al Monte Agner passando dal rifugio Scarpa-Gurekian in circa tre ore e mezza
- Percorrendo la Via Ferrata Stella Alpina in circa tre ore

## Ascensioni
- Monte Agner, 2872 m
- Lastei d'Agner, 2844 m
- Sass de le Snare, 2708 m